# Клејпул Хил (Вирџинија)
Клејпул Хил (енгл. Claypool Hill) насељено је место без административног статуса у америчкој савезној држави Вирџинија.

## Демографија
По попису из 2010. године број становника је 1.776, што је 57 (3,3%) становника више него 2000. године.
| Група             | 2000.         | 2010.         |
| Белци             | 1.683 (97,9%) | 1.731 (97,5%) |
| Афроамериканци    | 1 (0,1%)      | 2 (0,1%)      |
| Азијати           | 9 (0,5%)      | 23 (1,3%)     |
| Хиспаноамериканци | 19 (1,1%)     | 14 (0,8%)     |
| Укупно            | 1.719         | 1.776         |